# Gabčíkovo
Gabčíkovo (in ungherese Bős) è un comune della Slovacchia facente parte del distretto di Dunajská Streda, nella regione di Trnava. Il villaggio (che si chiamava Beš) ha cambiato nome nel 1948 in onore di Jozef Gabčík (1912-1942), partigiano slovacco che ha partecipato a l'assassinio di Reinhard Heydrich nel 1942 a Praga.
Nelle vicinanze vi sono le dighe di Gabčíkovo-Nagymaros, che prendono il nome dal comune e dalla città ungherese di Nagymaros, al centro di una lunga disputa internazionale tra Ungheria e Slovacchia.